# زاغه (إيران)
زاغه (بالفارسية: زاغه) هي مدينة تقع في إيران في Zagheh District. يقدر عدد سكانها بـ 2,839 نسمة .